# Felix Weingartner

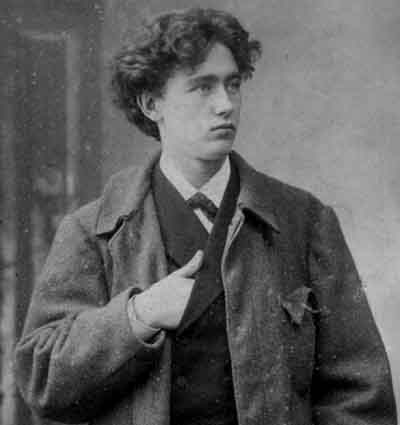
Felix Weingartner um 1890

Paul Felix Weingartner, Edler von Münzberg (geboren am 2. Juni 1863 in Zadar, Kaisertum Österreich; gestorben am 7. Mai 1942 in Winterthur) war ein österreichischer Dirigent, Komponist, Pianist und Schriftsteller.

## Leben

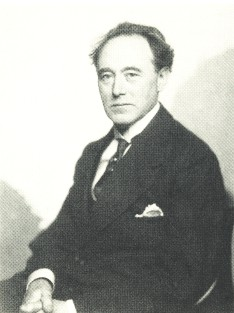
Felix von Weingartner um 1914 (Fotografie von Nicola Perscheid)

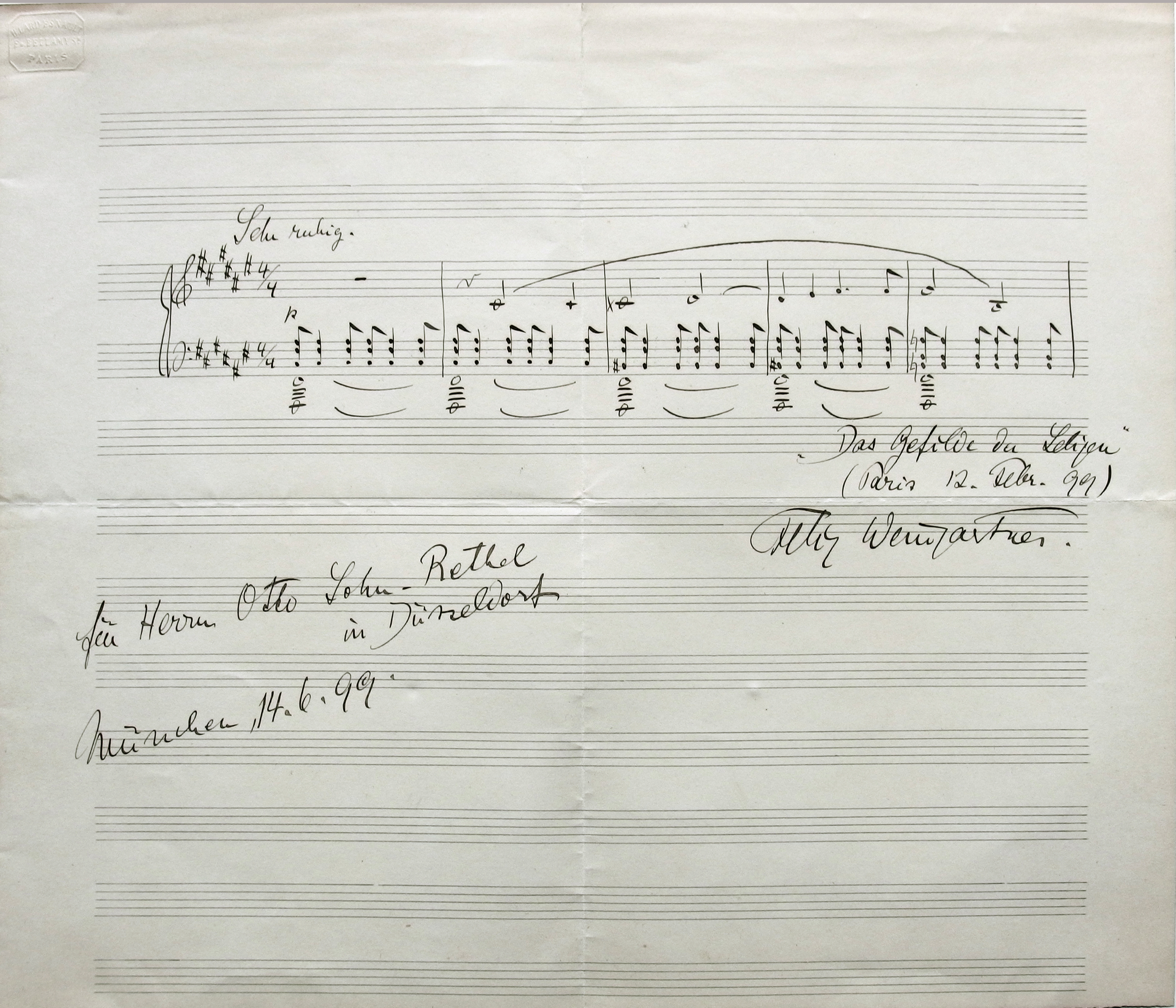
Das Gefilde der Seligen von Felix Weingartner an Otto Sohn-Rethel, 1899

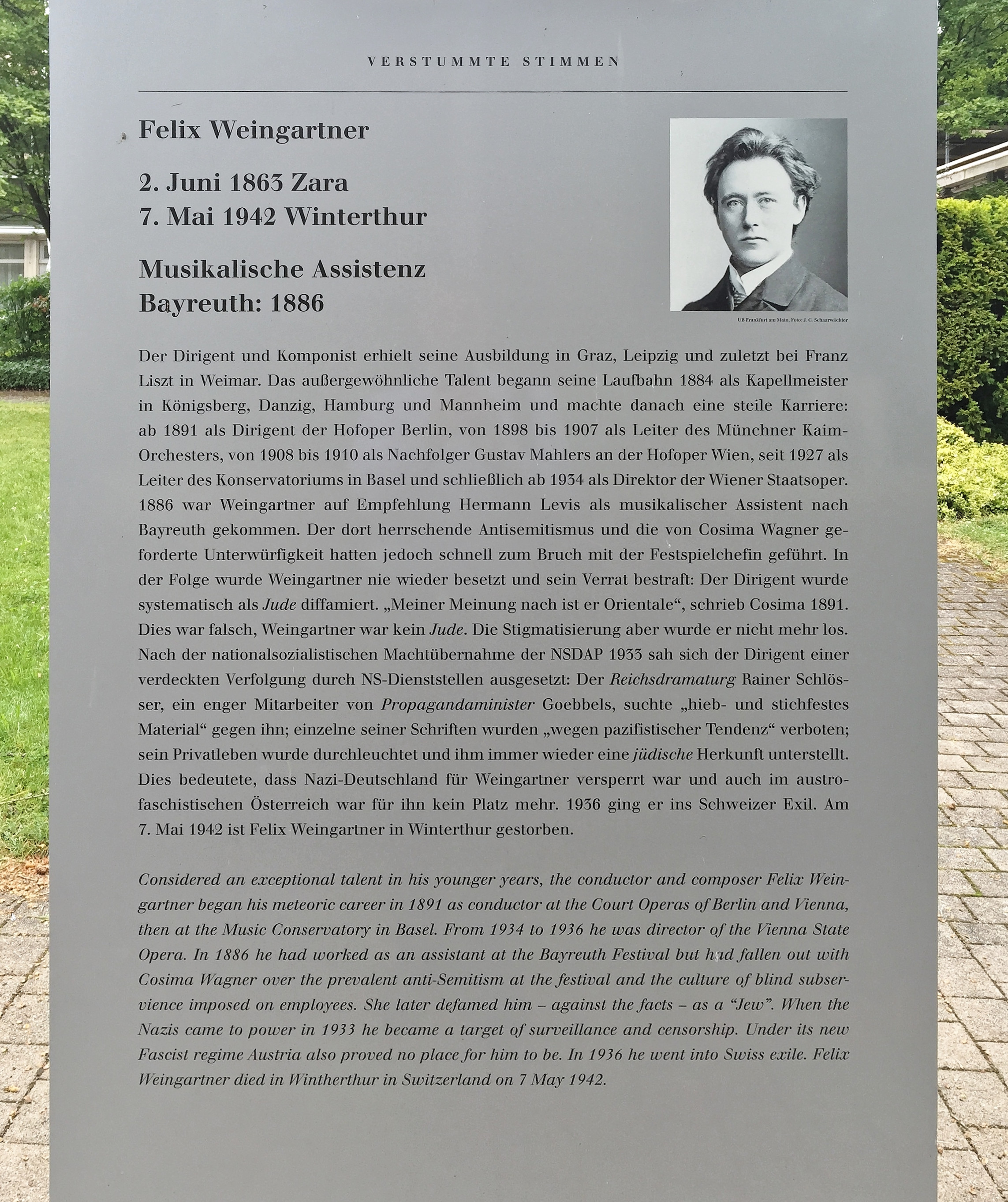
Gedenktafel für Felix Weingartner in Bayreuth

Weingartner war der Sohn des Diplomaten Guido von Weingartner und dessen Ehefrau Karoline, geb. Strobl. Er begann sein Klavier- und Kompositionsstudium in Graz, unter anderem bei W. A. Rémy. Über eine Empfehlung von Johannes Brahms erhielt er ein österreichisches Staatsstipendium. Danach setzte er seine Studien am Leipziger Konservatorium sowie an der Universität Leipzig und schließlich bei Franz Liszt in Weimar fort. Mit Liszt war Weingartner lebenslang befreundet. Auch war er Schüler von Carl Reinecke.
Nach dem Studium arbeitete Weingartner zunächst als Kapellmeister in Königsberg. Es folgten Engagements in Danzig, Hamburg, Frankfurt und als Hofkapellmeister in Mannheim. Von 1891 bis 1898 bekleidete er die Position des Ersten Kapellmeisters der Berliner Hofoper und leitete zudem die Sinfoniekonzerte der Königlichen Kapelle. Anschließend war er von 1898 bis 1905 Chefdirigent des Kaim-Orchesters in München (heute Münchner Philharmoniker), mit dem er mehrfach im Ausland gastierte. 1908 übernahm er von Gustav Mahler für drei Jahre das Direktorat der Wiener Hofoper. Von 1908 bis 1927 leitete er die Abonnementskonzerte der Wiener Philharmoniker. Während dieser Zeit unternahm das Orchester zahlreiche Reisen durch Europa sowie erstmals nach Südamerika und wurde damit weltweit bekannt. Auf Einladung Großherzog Ernst Ludwigs wurde Weingartner 1914 zum Generalmusikdirektor des Darmstädter Hoftheaters berufen und brachte dort seine Oper Kain und Abel zur Uraufführung. 1919 bis 1924 war er Direktor der Wiener Volksoper.
Weingartner ging 1927 nach Basel. Dort war er bis 1934 gleichzeitig Chefdirigent des damaligen Basler Orchesters, künstlerischer Leiter der Allgemeinen Musikgesellschaft und Direktor des Konservatoriums. Zudem gab er eine Vielzahl von Gastauftritten am Stadttheater Basel. Von 1935 bis 1936 war er Direktor der Wiener Staatsoper. Darüber hinaus war Weingartner in Hamburg, Boston und München tätig. Weingartner emigrierte 1936 aus dem austrofaschistischen Österreich in die Schweiz.
Als Dirigent hat er mit seiner ebenso deutlichen wie eleganten Schlagtechnik Generationen von Musikern geprägt.
Weingartners sterbliche Überreste wurden auf dem Friedhof Rosenberg in Winterthur bestattet.

### Privates
Felix Weingartner war in erster Ehe (1891) mit Marie Juillerat, in zweiter Ehe (1902) mit Feodora von Dreifus, in dritter Ehe (1912) mit der Sängerin Lucille Marcell, in vierter Ehe (1922) mit der Schauspielerin Roxo Betty Kalisch und in fünfter Ehe (1931) mit der Dirigentin Carmen Studer verheiratet.

## Kompositorisches Werk
Obwohl Weingartner verhältnismäßig viel komponierte, sind seine Werke heute kaum noch zu hören. Musikliebhaber wurden auf sein Werk wieder aufmerksam, als das Klassik-Plattenlabel cpo zwischen 2005 und 2010 viele Erstaufnahmen herausbrachte, darunter seine sieben Sinfonien mit dem Sinfonieorchester Basel, das Violinkonzert und drei Streichquartette.
Weingartner veröffentlichte bereits im Alter von 16 Jahren erste Kompositionen für Klavier. Seine erste Oper Sakuntala wurde mit Unterstützung von Franz Liszt 1884 in Weimar uraufgeführt. Seine als Trilogie angelegte Oper Orestes wurde im Februar 1902 in Leipzig uraufgeführt.
Am 9. Oktober 1905 nahm er als einer der ersten Pianisten sechs Stücke für Welte-Mignon auf, neben Beethovens Sonate No. 30 seine eigenen Kompositionen Aus vergangener Zeit, Op. 3 und Lose Blätter, Op. 4. Ein Werk aus dieser Zeit ist sein Sextett für Klavier und Streicher op. 33 aus dem Jahr 1906.
Weingartner hat ab etwa 1910 seine Partituren in C (klingend) notiert. Kleine Flöte und Kontrabass/Kontrafagott notierte er weiter oktavtransponiert; für die Hörner nahm er den oktavierten Violinschlüssel, was sich aber nicht durchsetzen konnte. Sergei Prokofjew, Arthur Honegger und später auch Alban Berg und Arnold Schönberg taten dies ebenso. Ältere Werke von Weingartner sind aber traditionell – mit den üblichen Transpositionen – notiert.

## Anekdote
Ein Wiener Kapellmeister fragte den in der Zwischenkriegszeit sehr berühmten Felix Weingartner, wie schnell man die 5. Sinfonie von Beethoven spielen müsse. Felix Weingartner antwortete: „Herr Kollege, nächsten Sonntag spiele ich dieses Werk. Kommen Sie in den Musikverein, dort hören Sie das richtige Tempo.“

## Werke

### Opern
- Sakuntala (1884)
- Malawika (1885)
- Genesius (1892)
- Orestes (1901)
- Kain und Abel (1913)
- Dame Kobold (1914)
- Die Dorfschule (1918)
- Meister Andrea (1918)

### Orchesterwerke (Auswahl)
- 7 Symphonien (opp. 23, 29, 61 u. a.)
- Symphonische Dichtungen (König Lear, op. 20, Das Gefilde der Seligen, op. 21, Frühling op. 80)
- Serenade, op. 6
- An die Schweiz, op. 79
- Lustige Ouvertüre, op. 53
- Sinfonietta, op. 83
- Violinkonzert in G-Dur, op. 52
- Cellokonzert in a-Moll, op. 60

### Kammermusik
- 2 Violinsonaten, op. 42
- Klavierstücke (7 Skizzen, op. 1, Tonbilder, op. 2, Lose Blätter, op. 4)
- 5 Streichquartette, opp. 24, 26, 34, 62 & 81
- 2 Streichquintette, op. 40 & ?
- 1 Klavierquintett, op. 50
- 1 Klaviersextett, op. 33
- 1 Oktett

Über 100 Lieder, einige Chorwerke

## Schriften
- Die Lehre von der Wiedergeburt und das musikalische Drama. 1895
- Über das Dirigieren. 1896 o. 1905
- „Bayreuth“ 1876–96, ein Bericht. (zunächst war W. dort noch unter Richard Wagner und später unter Cosima Wagners Leitung als Assistent und dann als Dirigent tätig)
- Die Symphonie nach Beethoven. Leipzig 1897
- Ratschläge für Aufführungen klassischer Symphonien. 3 Bände, 1906–1923
- Akkorde (gesammelte Aufsätze). 1912
- Lebenserinnerungen. 2 Bände, Zürich 1923/29 (Erstabdruck ab dem 1. Januar 1919 in Neuen Wiener Journal)
- Bô Yin Râ. Die Bilder und ornamentalen Blätter dies Buches stammen von der Hand des Bô Yin Râ. Rhein-Verlag, Basel, Leipzig 1923
- Rudolf Louis. Die deutsche Musik der Gegenwart.
- Emil Krause. Felix Weingartner als schaffender Künstler. Berlin 1904

## Dokumente
Briefe von Felix Weingartner an die beiden Leipziger Musikverlage und Abklatsche von Briefen an ihn (in Briefkopierbüchern der Verlage) befinden sich in den Beständen 21070 C. F. Peters, Leipzig, sowie 21081 Breitkopf & Härtel, Leipzig, im Staatsarchiv Leipzig.